# Cheilinus abudjubbe
Cheilinus abudjubbe är en fiskart som beskrevs av Rüppell, 1835. Cheilinus abudjubbe ingår i släktet Cheilinus och familjen läppfiskar. IUCN kategoriserar arten globalt som livskraftig. Inga underarter finns listade i Catalogue of Life.